# Rita Livesi
Maria Rita Livesi, née le 4 mars 1915 à Siligo dans la région de la Sardaigne en Italie, est une actrice italienne jouant pour le cinema, le théâtre et la télévision.

## Biographie
En 1937, elle est diplômée du Centro sperimentale di cinematografia de Rome. Elle a travaillé dans le théâtre, le cinéma et la télévision, mais presque toujours dans des rôles de soutien. Elle a été dirigée par des cinéastes Raffaello Matarazzo, Florestano Vancini.

## Filmographie

### Au cinéma
- 1936 : La Cavalerie héroïque (Cavalleria) de Goffredo Alessandrini
- 1936 : L'Arbre d'Adam (L'albero di Adamo) de Mario Bonnard
- 1938 : La sort dans votre poche (Il destino in tasca) de Gennaro Righelli
- 1938 : La dama bianca de Mario Mattoli
- 1941 : Amami Alfredo de Carmine Gallone
- 1943 : Inviati speciali de Romolo Marcellini
- 1944 : Les enfants nous regardent (I bambini ci guardano) de Vittorio De Sica
- 1950 : Bannie du foyer (Tormento) de Raffaello Matarazzo
- 1951 : Le Fils de personne (I figli di nessuno) de Raffaello Matarazzo
- 1951 : Trieste mia! de Mario Costa
- 1951 : Trahison (Il tradimento) de Riccardo Freda
- 1952 : La voce del sangue de Pino Mercanti
- 1952 : La Nuit de la trahison (Il tenente Giorgio) de Raffaello Matarazzo
- 1952 : Qui est sans péché ? (Chi è senza peccato...), tiré du roman d'Alphonse de Lamartine (Geneviève, histoire d'une servante) de Raffaello Matarazzo
- 1952 : Cani e gatti de Leonardo De Mitri
- 1952 : Le Roman de ma vie (Il romanzo della mia vita) de Lionello De Felice
- 1953 : Le Cyclone (Vortice) de Raffaello Matarazzo
- 1953 : Larmes d'amour (Torna!) de Raffaello Matarazzo
- 1954 : L'Amour au collège (Terza liceo) de Luciano Emmer
- 1960 : Fra' Manisco cerca guai de Armando William Tamburella
- 1974 : Amore amaro de Florestano Vancini
- 1975 : Càlamo de Massimo Pirri

### À la télévision

#### Séries télévisées
- 1958 : Canne al vento (tiré du roman de Grazia Deledda) de Mario Landi
- 1981 : George Sand de Giorgio Albertazzi